# Francia Antártica

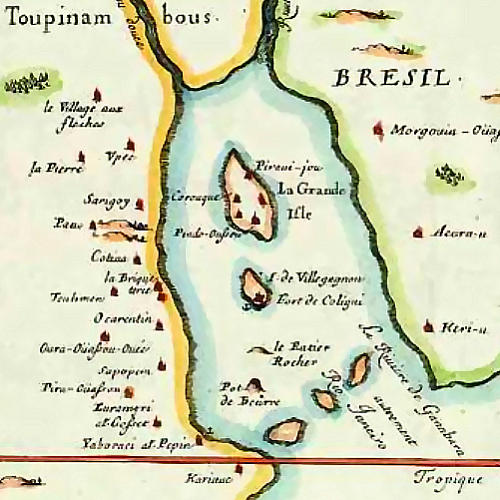
Mapa de la Francia Antártica en la bahía de Guanabara, 1555,

Francia Antártica (o bien en francés: France Antarctique) fue una efímera colonia francesa en Sudamérica localizada  en lo que actualmente es el Estado de Río de Janeiro, Brasil, que existió entre 1555 y 1567 y mantuvo el control de la costa desde la bahía de Guanabara hasta el cabo Frío. Fundada como refugio para los hugonotes, fue finalmente destruida por los portugueses en 1567.

La bahía de Guanabara y el cabo Frío, que fueran los límites de Francia Antártica desde 1555 hasta 1567, en un mapa actual del estado brasileño de Río de Janeiro.

## Historia

### Primeros contactos
Las tierras que hoy componen la República Federativa de Brasil fueron descubiertas por los europeos en abril de 1500, gracias a una flota comandada por Pedro Álvares Cabral en nombre del Reino de Portugal. Dicha flota llegó al actual Porto Seguro de Bahía, pero a excepción de Salvador de Bahía —la primera capital brasileña— el resto del territorio aún permanecería inexplorado durante los siguientes 50 años.
Existen teorías no probadas que hablan de viajes tempranos de los normandos franceses a América, como la que sostiene que Jean Cousin alcanzó la desembocadura del Amazonas en 1488, cuatro años antes que Cristóbal Colón. El primer viaje documentado fue el de Binot Paulmier de Gonneville en 1504 a bordo de L'Espoir, en el cual se trajo de vuelta un nativo llamado Essomericq. Gonneville afirmó que cuando visitó la zona, comerciantes franceses de Saint-Malo y Dieppe ya habían estado comerciando en esa zona por varios años.
Los franceses continuaron comerciando en Brasil, especialmente cargando troncos de palo brasil por su uso como tinte rojo para textiles. En 1550 en la coronación de Enrique II de Francia, alrededor de 50 hombres desnudos simularon una batalla entre los indios tupinambá (aliados de los franceses) y los tabajares.

### Colonización

El marino francés Nicolas Durand de Villegaignon, artífice de la Francia Antártica como refugio para los hugonotes.

El 1 de noviembre de 1555 el vicealmirante francés Nicolas Durand de Villegaignon, tratando de ayudar a los hugonotes a encontrar un refugio contra la persecución, lideró una pequeña flota de dos naves y 600 soldados con colonos hugonotes y tomó posesión de la pequeña isla de Sergipe, en la bahía de Guanabara, en frente de las costas de la actual ciudad de Río de Janeiro, en donde construyó una fortificación llamada «Fort Coligny». El mismo fue bautizado en honor de Gaspard de Coligny, un almirante hugonote que apoyó la expedición a fin de proteger a sus correligionarios.
A la colonia en tierra firme, Villegaignon le dio el nombre de Henriville, en honor de Enrique II de Francia, quien sabía y había aprobado la expedición proporcionando la flota para el viaje. Villegaignon aseguró la posición pactando alianzas con los tamoio y los tupinambá, tribus indígenas que estaban luchando contra los portugueses.
Sin embargo, el Reino de Francia falló en usar las alianzas tejidas por Villegaignon para expandir el poder francés en el Nuevo Mundo, tal y como estaba haciendo Jacques Cartier en la Nueva Francia. Todos estos asentamientos se encontraban en violación de la bula papal de 1493, redefinida más adelante como el Tratado de Tordesillas, que había repartido el Nuevo Mundo entre Castilla y Portugal.

### Llegada de los calvinistas
Sin hallar resistencia por parte de los portugueses, que en un primer momento no advirtieron la llegada francesa, Villegaignon se dedicó a expandir la colonia haciendo un llamado de más colonos en 1556. Envió una de sus naves, la Grande Roberge, a Honfleur, portando cartas para el rey Enrique II, para Gaspard de Coligny y, según algunas fuentes, para el líder protestante Juan Calvino.
Tras la llegada de la petición, el rey Enrique financió tres naves que puso bajo el mandato de Legendre de Boissy, señor de Bois-le-Comte, sobrino de Villegaignon. Se le unieron 14 calvinistas de Ginebra encabezados por Philippe de Corguilleray, incluidos los teólogos Pierre Richier, Guillaume Chartrier y el escritor Jean de Léry, quien más tarde escribiría la historia de la colonia. Los nuevos colonos (en torno a 300) incluían 5 mujeres jóvenes para ser desposadas y 10 niños para ser entrenados como intérpretes. Llegaron en marzo de 1557. La flota estaba compuesta por:
- La Petite Roberge, con 80 soldados y marineros al mando del vicealmirante Legendre de Boissy.[3]
- La Grande Roberge, con 120 a bordo, capitaneada por el señor de Sainte-Marie dit l'Espine.[3]
- La Rosée con unas 90 personas dirigidas por el capitán Rosée.[3]

Tras la llegada de los nuevos colonos, surgieron disputas doctrinales entre Villegaignon y los calvinistas, especialmente en relación con la Eucaristía, y en octubre de 1557 los calvinistas fueron expulsados de la isla de Coligny. Se establecieron entre los tupinamba hasta enero de 1558, cuando algunos de ellos se las arreglaron para regresar a Francia en barco con Jean de Léry, otros cinco regresaron a la isla de Coligny mientras que tres de ellos fueron ahogados por Villegaignon por negarse a retractarse.

### Intervención portuguesa

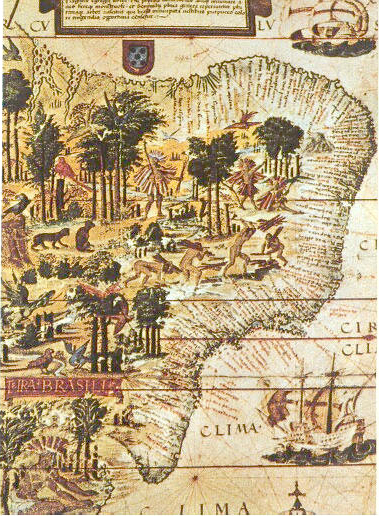
Mapa de la colonia portuguesa del Brasil en América del Sur (de 1519).

El almirante Villegaignon había regresado a Francia en 1558, disgustado con las tensiones religiosas que habían surgido entre los calvinistas y los católicos. En 1560 Mem de Sá, el nuevo gobernador general de Brasil, recibió del gobierno portugués la orden de expulsar a los franceses. Con una flota de 26 barcos de guerra y 2.000 soldados, el 15 de marzo de 1560 atacó durante tres días y destruyó «Fuerte Coligny», pero fue incapaz de expulsar a sus habitantes y defensores, ya que habían huido a tierra firme y pudieron continuar viviendo y trabajando con la ayuda de los indígenas. 
Urgido por dos influyentes sacerdotes jesuitas que habían llegado a Brasil, llamados José de Anchieta y Manuel da Nóbrega, Mem de Sá ordenó a su sobrino Estácio de Sá armar una nueva fuerza de ataque. Este último fundó la ciudad de Río de Janeiro el 1 de marzo de 1565 y luchó contra los franceses durante dos años más. Ayudado por un refuerzo militar enviado por su tío, el 20 de enero de 1567 impuso la derrota final sobre los franceses y los expulsó de Brasil, pero murió un mes más tarde por las heridas sufridas en la batalla.
Posteriormente, en el siglo siguiente y en respuesta a los dos intentos franceses de afianzar su conquista en territorio brasileño —el otro sería con la Francia Equinoccial, donde fundaron la ciudad de Saint Louis o San Luis el 8 de septiembre de 1612— la Corona portuguesa redoblaría sus esfuerzos expansionistas en Brasil reconquistando dichos territorios en noviembre de 1615, y el 13 del corriente del mismo año fundaron al este de Río de Janeiro la ciudad de Cabo Frío, y al oeste de São Luís erigirían la ciudad de Belém, el 12 de enero de 1616.